# Neuilly-Crimolois
Neuilly-Crimolois község Franciaország Burgundia-Franche-Comté régiójában, Côte-d’Or megyében. Új községként 2019. február 28-án jött létre Neuilly-lès-Dijon és Crimolois község egyesítésével. A két korábbi település delegált község státusszal az új község része lett.

## Népesség
| Lakosok száma | 2664 | 2789 | 3036 | 3104 | 3146 | 3430 |
|               | 2017 | 2018 | 2019 | 2020 | 2021 | 2022 |